# Kevin Yagher
Kevin Yagher (Decatur, 23 giugno 1962) è un truccatore, regista ed effettista statunitense specializzato in make up per effetti speciali.
Conosciuto per il make up di Freddy Krueger e del "guardiano della cripta" della serie I racconti della cripta.
La compagnia da lui fondata, la Kevin Yagher Productions ha creato gli effetti di Face/Off - Due facce di un assassino, Nemico pubblico, Vulcano - Los Angeles 1997, Starship Troopers, Ipotesi di complotto, Mission: Impossible 2 e Tesoro, mi si è allargato il ragazzino. Altri lavori di Yagher comprendono I racconti della cripta e La bambola assassina, dove in quest’ultimo ha lavorato con la sua futura moglie Catherine Hicks. In questo film, Yagher ha progettato e realizzato Chucky, la bambola assassina protagonista. Ha anche diretto il film Hellraiser - La stirpe maledetta, ma ha deciso di essere accreditato come Alan Smithee, dopo che la casa di produzione Dimension Films ha deciso di rimontare il film. 
Suo fratello è l'attore Jeff Yagher.

## Filmografia parziale

### Make up
- Venerdì 13 parte IV: Capitolo finale (Friday the 13th: The Final Chapter), regia di Joseph Zito (1984)
- Sogni radioattivi (Radioactive Dreams), regia di Albert Pyun (1985)
- Nightmare 2 - La rivincita (Freddy's Revenge), regia di Jack Sholder (1985)
- Nightmare 3 - I guerrieri del sogno (A Nightmare on Elm Street 3: Dream Warriors), regia di Chuck Russell (1987)
- L'alieno (The Hidden, regia di Jack Sholder (1987)
- Nightmare 4 - Il non risveglio (A Nightmare on Elm Street 4: The Dream Master), regia di Renny Harlin (1988)
- Tesoro, mi si è allargato il ragazzino (Honey I Blew Up the Kid), regia di Randal Kleiser (1992)
- Face/Off - Due facce di un assassino (Face/Off), regia di John Woo (1997)
- Ipotesi di complotto (Conspiracy Theory), regia di Richard Donner (1997)
- Mission: Impossible 2, regia di John Woo (2000)
- Æon Flux - Il futuro ha inizio (Æon Flux), regia di Karyn Kusama (2005)

### Effetti speciali
- La bambola assassina (Child's Play), regia di Tom Holland (1988)
- Vulcano - Los Angeles 1997 (Volcano), regia di Mick Jackson (1997)
- Il mistero di Sleepy Hollow (Sleepy Hollow), regia di Tim Burton (1999)

### Regia
- Hellraiser - La stirpe maledetta (Hellraiser: Bloodline) (1996)